# Jardin Van Buuren
Pour les articles homonymes, voir Buuren (homonymie).
Le Jardin Van Buuren (en néerlandais : Tuinen van Buuren), aménagé par Jules Buyssens et René Pechère, entoure le musée Alice et David van Buuren situé à Uccle, une commune de Bruxelles en Belgique.
Chef d'œuvre de l'architecture paysagiste des années 1920, il se compose de six espaces visitables en toutes saisons : la Grande roseraie, la Petite roseraie, le Jardin pittoresque, le Labyrinthe, le verger et le romantique Jardin secret du coeur.

## Historique
Jules Buyssens conçoit la Grande roseraie, le Jardin pittoresque et le Jardin régulier dans l'esprit Art déco fin des années 1920, tandis que dans les années 1960, Alice Van Buuren conçoit les jardins de René Pechère — le Labyrinthe et le Jardin secret du cœur — comme un complément de la villa. S'étendant initialement, en 1924, sur 26 ares, les jardins mesurent aujourd'hui 1,2 hectare,,.